# Maximino el Tracio
Cayo Julio Vero Maximino (en latín, Gaius Julius Verus Maximinus), llamado Maximino el Tracio, fue emperador romano entre 235 y 238. Nació aproximadamente en el año 173, como hijo de un campesino godo y su esposa de origen alano, en Moesia o Tracia, de ahí el sobrenombre de tracio. Algunas investigaciones apuntan a un nacimiento más tardío: hacia el año 183 o incluso después. Su nombre recuerda al de Cayo Julio Maximino (Gaius Julius Maximinus), gobernador de la provincia de Dacia en 208 y bajo cuyo mandato pudo haber conseguido la ciudadanía romana.
Maximino es descrito por fuentes antiguas, ninguna de las cuales, excepto la Historia Romana de Herodiano, fue contemporánea de Maximino, como el primer emperador de origen bárbaro y el primero que nunca puso el pie en la ciudad de Roma. Fue el primero de los emperadores-soldado del siglo tercero. Su reinado se considera con frecuencia como el principio de la crisis del siglo tercero.  
De acuerdo con las fuentes de la época, Maximino padecía gigantismo y alcanzaba los 2,61 m de altura, lo que le convierte no solo en el emperador romano, sino también, en el soberano más alto de la historia.

## Ascenso al poder
Es muy probable que Maximino fuera de origen tracorromano —creencia basada en los escritos de Herodiano—. De acuerdo con la muy poco fiable Historia augusta, nació en Tracia o Moesia de padre godo y madre alana,  un pueblo iranio de la rama escito-sármata, llamados Mica y Hababa respectivamente. Sin embargo, esta supuesta filiación es muy poco probable, ya que la presencia de godos en el área del Danubio solamente está atestiguada por primera vez después del comienzo de la crisis del siglo III. El historiador británico Ronald Syme (1903-1989) escribió the word «Gothia» should have sufficed for condemnation  de ese pasaje de la Historia Augusta y consideraba que el peso de la prueba de Herodiano, de Sincelo y de otros autores apuntan a que Maximino había nacido en Moesia. Las referencias a sus ancestros godos pueden relacionarse con un origen entre los getas de Tracia —ambas poblaciones, getas y godos, fueron a menudo confundidas por los escritores posteriores; por ejemplo, Jordanes en su Gética—, como se sugiere por descripciones como fue amado por los getas como si fuera uno de los suyos  y por su forma de hablar: Poco conocedor del latín, pidió al emperador, casi en lengua tracia (...).
En cualquier caso, su formación fue la de un provinciano de bajo nacimiento. El Senado lo vio como un bárbaro, ni siquiera como un verdadero romano, a pesar del edicto de Caracalla por el que se concedió la ciudadanía romana a todos las personas nacidas libres del Imperio. Por varios motivos, Maximino fue muy similar a los posteriores emperadores tracorromanos de los siglos III al V (Licinio, Galerio, Aureolo, León el Tracio), elevados por sus medios, mediante la carrera militar, desde la condición de simples soldados de las legiones a las principales posiciones de poder político. Ingresó en el ejército en el reinado de Septimio Severo, pero no alcanzó una posición de poder hasta que fue ascendido por Alejandro Severo. Estaba al mando de la Legio IV Italica, compuesta de reclutas de Panonia  que estaban molestos por los pagos de Alejandro Severo a los alamanes y por el hecho de que evitara la guerra. Las tropas, entre las que se encontraba la Legio XXII Primigenia, eligieron al adusto Maximino y asesinaron al joven emperador y a su madre en Moguntiacum (actual Maguncia). La guardia pretoriana lo aclamó emperador. El Senado confirmó la elección de mala gana, pues estaban descontentos por tener a un campesino como emperador. Su hijo Máximo se convirtió en César.

## Carrera militar

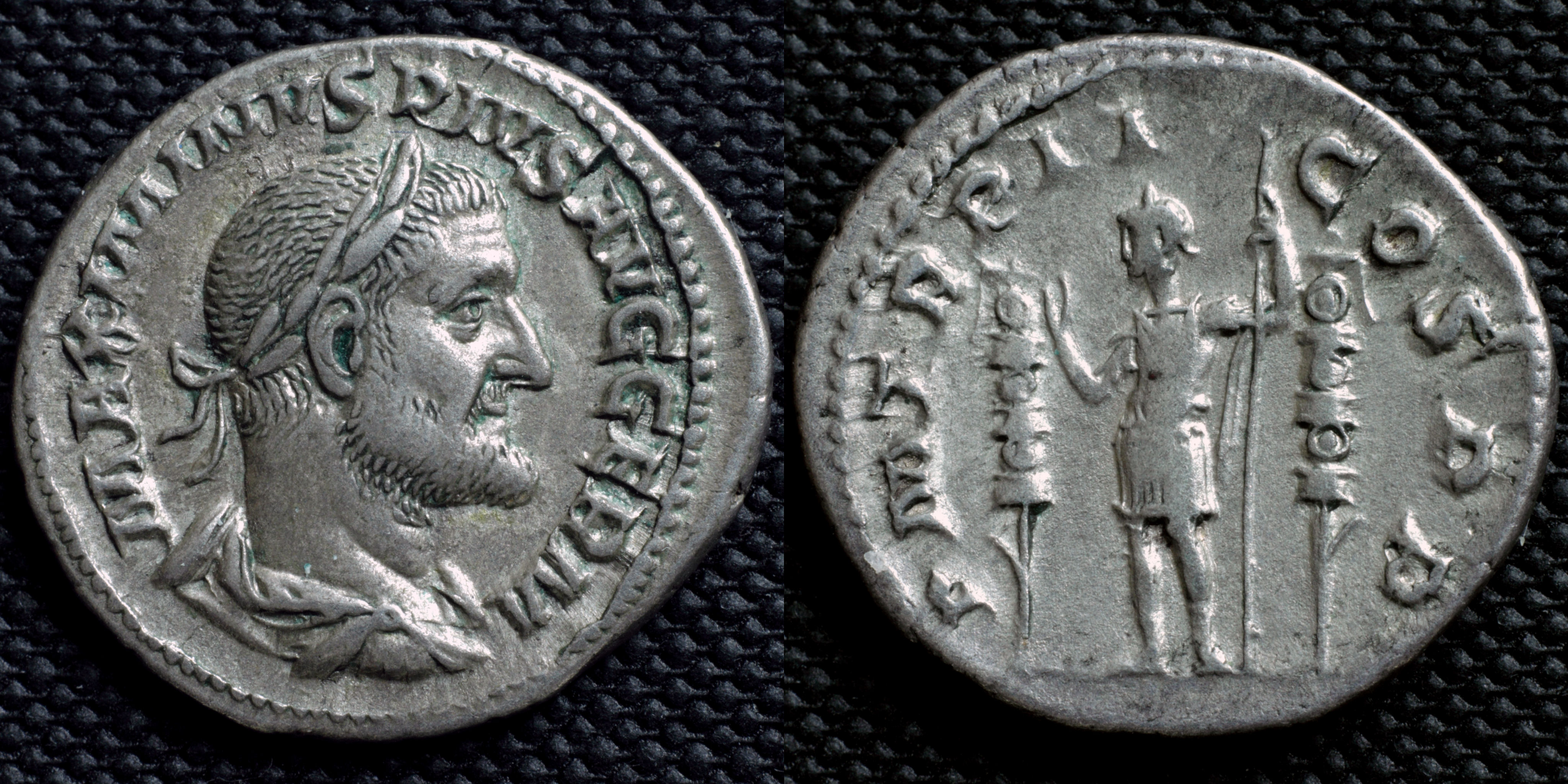
Denario de Maximino el Tracio.

A falta de otros candidatos y tras enfrentamientos menores con soldados fieles a Alejandro Severo y con otro aspirante, el gobernador provincial Quartino, su nombramiento es admitido por el senado. Debido a su origen humilde y las sospechas, probablemente fundadas, de Maximino contra la nobleza y el senado, las relaciones nunca llegaron a ser buenas. Maximino termina la campaña militar empezada por Alejandro Severo en Germania de forma victoriosa aunque con importantes bajas en el lado romano. 
Maximino revisó la política complaciente de Alejandro Severo hacia los cristianos y los declaró de nuevo enemigos del pueblo. Los persiguió y los obispos de Roma Ponciano además de su sucesor Antero murieron probablemente como mártires durante su mandato.  
En 236 nombró a su hijo Máximo, César y sucesor, con la esperanza de fundar así una nueva dinastía y mandó deificar a su difunta esposa Paulina. Se dirigió a Panonia para empezar la guerra contra los dacios y los sármatas. Para financiar el ejército y las guerras, incrementó los impuestos a la nobleza.
A principios de 238, en la provincia de África, las extorsiones de un funcionario del tesoro a través de sentencias falsas emitidas por tribunales corruptos contra terratenientes locales desencadenó una revuelta a gran escala en la provincia. Los terratenientes nombraron al procónsul en África Semproniano Gordiano (Sempronianus Gordianus), Gordiano I, como emperador. El Senado ratificó el nombramiento del nuevo emperador rápidamente y declaró a Maximino como enemigo de Roma. En su marcha sin embargo encontró una creciente resistencia en la población de Italia que no estaba dispuesta a alimentar al ejército, que estaba hambriento y exhausto.
Al oeste de la provincia de África se encontraba la provincia de Numidia, cuyo gobernador, Capeliano, guardaba rencor desde hacía tiempo hacia Gordiano y controlaba la única unidad legionaria en la zona, la Legio III Augusta y marchó sobre Cartago y arrolló fácilmente a las milicias locales que defendían la ciudad. El hijo de Gordiano murió durante la lucha y, al escuchar esto, Gordiano se ahorcó con su propio cinturón.

## El final
A pesar de la derrota de Gordiano y su hijo por parte del gobernador de Mauritania, que había sido fiel a Maximino, la situación de este empeoró rápidamente. El senado en Roma nombró incluso dos emperadores para frenar su avance, Pupieno y Balbino. Así Maximino se encontró con sus tropas mal alimentadas y asediando la ciudad de Aquilea, que le había denegado el paso, mientras que Pupieno estaba levantando tropas en su contra en Rávena. En esta situación algunos de sus propios soldados se amotinaron y asesinaron a Maximino y a su hijo. Después mandaron las cabezas cortadas a Roma.
Con Maximino empieza la época de los "emperadores-soldado", caracterizada por constantes luchas internas en el imperio que duró hasta la llegada de Diocleciano al poder. Estos 50 años de anarquía verán el paso de 26 emperadores junto a innumerables aspirantes al trono. Salvo uno, todos ellos morirán de forma violenta.